# 大莱普提斯
大莱波蒂斯（拉丁語：Leptis Magna，阿拉伯语：‎）是罗马帝国时期的重要城市，遗址位于今利比亚胡姆斯附近，首都的黎波里以东130公里，莱卜达甘谷与地中海交接处。它被认为是地中海地区最为壮观的，保存得最为完好的古罗马城市遗址之一。
1982年，大莱波蒂斯被列入遗产名录。

## 历史
大约公元前1000年，腓尼基殖民者在地中海边建城，并以柏柏尔语将之命名为Lpqy。 公元前4世纪，迦太基成为地中海强国，该城也由此获得一定名望。公元前146年第三次布匿战争结束后被并入努米底亞王國境內。前111年，隨著朱古達戰爭終結，大莱普提斯成為罗马共和国的領土。

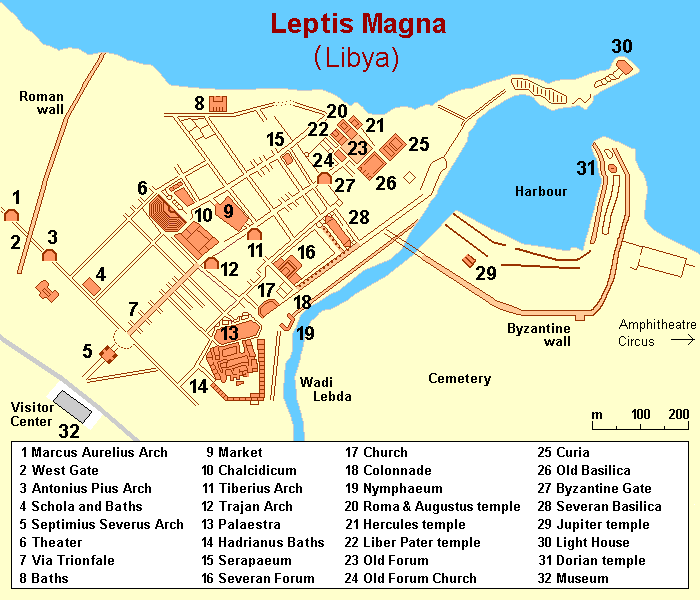
大莱波蒂斯地图

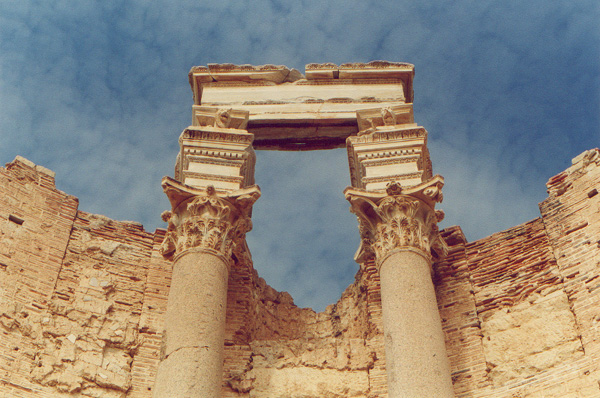
塞维鲁巴西利卡

大莱波蒂斯在此后一段时间内保持了它的相对独立地位。在提庇留统治期间，它终于被正式划归为罗马帝国阿非利加行省的一部分。很快，大莱波蒂斯发展成为罗马治下北非的重要城市和贸易据点。
在公元193年，土生土长的大莱波蒂斯人塞普蒂米乌斯·塞维鲁成为罗马帝国皇帝，大莱波蒂斯由此开始进入极盛时期。塞维鲁着力建设自己的家乡城市，该城也成为当时继迦太基和亚历山大港之后第三重要的非洲城市。205年，塞维鲁带着皇室家庭亲自访问了大莱波蒂斯。
塞维鲁在大莱波蒂斯兴建新广场并重建了港口。大莱波蒂斯的港口时常淤堵，而塞维鲁的工程只使得这一情况更加严重。东部的码头使用较少，由此得到了相当完好的保存。
这一时期，大莱波蒂斯有扩张过快的倾向。在三世纪危机期间，贸易量的锐减导致大莱波蒂斯陷入衰退。到了四世纪中叶，许多城区已经荒废。到狄奥多西一世时，该城获得了一定程度的复兴。
439年，汪达尔领袖盖萨里克征服了迦太基，从而从罗马手中夺取了包括大莱波蒂斯在内的整个的黎波里塔尼亚地区，并将大莱波蒂斯指定为汪达尔人的新首都。为了防止当地居民反抗，他下令拆毁了城墙。这一行为后来导致了严重的后果——在523年，柏柏尔人劫掠了这座城市。
十年后，东罗马帝国将军贝利撒留以罗马之名夺回了大莱波蒂斯，并在534年彻底摧毁了汪达尔王国。大莱波蒂斯由此成为了东罗马帝国的行省省会，但再也没有从柏柏尔人造成的破坏中恢复过来。七世纪中叶，阿拉伯人征服了的黎波里塔尼亚，此时的大莱波蒂斯基本上已经被废弃，只有少量的拜占庭军队驻扎在此。